# 拉特克利夫 (阿肯色州)
拉特克利夫（英語：Ratcliff）是一個位於美國阿肯色州洛根縣的城市。

## 地理
拉特克利夫的座標為35°18′30″N 93°53′08″W / 35.30833°N 93.88556°W，而該地的平均海拔高度為129米（即423英尺）。

## 人口
根據2020年美國人口普查的數據，拉特克利夫的面積為4.72平方千米，當中陸地面積為4.70平方千米，而水域面積為0.02平方千米。當地共有人口167人，而人口密度為每平方千米35人。